# Fabio Zuffanti
Fabio Zuffanti (* 5. Juni 1968 in Genua) ist ein italienischer Musiker.
Er ist seit 1994 in zahlreichen Bands und Projekten v. a. aus Progressive Rock und verwandten Genres als Bassist und Komponist aktiv, hat jedoch auch Werbejingles und Soundtracks komponiert.

## Diskografie (Auswahl)

### Als Fabio Zuffanti
- 2009: Fabio Zuffanti
- 2010: Ghiaccio
- 2011: La foce del ladrone
- 2014: La quarta vittima
- 2014: Il mondo che era mio – Live in Studio
- 2015: Ruggine 1992–2011
- 2017: Amore Onirico (EP)
- 2019: In/Out

### MitAries
- 2005: Aries
- 2010: Double Reign

### MitFinisterre
- 1994: Finisterre
- 1996: In limine
- 1999: In ogni luogo
- 2001: Storybook
- 2004: La Meccanica Naturale
- 2013: Live – Ai margini della terra fertile
- 2019: Finisterre XXV

### MitHöstsonaten
- 1997: Höstsonaten
- 1998: Mirrorgames
- 2002: Springsong
- 2008: Winterthrough
- 2009: Autumnsymphony
- 2011: Summereve
- 2012: The Rime of the Ancient Mariner (Chapter One)
- 2013: The Rime of the Ancient Mariner: Alive in Theatre
- 2016: Symphony #1: Cupid & Psyche

### MitLa Maschera di Cera
- 2002: La maschera di cera
- 2003: Il grande labirinto
- 2005: In Concerto
- 2006: LuxAde
- 2010: Petali di fuoco
- 2013: Le porte del domani/The Gates of Tomorrow
- 2020: S.E.I.

### MitQuadraphonic
- 2000: Third Era Band Demixed
- 2002: Il giorno sottile
- 2003: Le fabbriche felici
- 2005: Gennaio Senza Luce
- 2008: Ir
- 2013: Sei paesaggi nella pioggia